# Lăpuș (Maramureș)
Pour les articles homonymes, voir Lăpuș.
Lăpuș (Oláhlápos en hongrois, Wallachisch Laposch en allemand) est une commune roumaine du județ de Maramureș, dans la région historique de Transylvanie et dans la région de développement du Nord-Ouest.

## Géographie
La commune ne se compose que du seul village de Lăpuș. Elle est située au sud-est du județ, dans la haute vallée de la Lăpuș au cœur des Monts Lăpuș (Munții Lăpușului), à 12 km au nord-est de Târgu Lăpuș et à 65 km à l'est de Baia Mare, la préfecture du județ.

## Étymologie
Trois origines du nom ont été suggérées :
- du nom roumain lăpuș de l'Œil de bœuf (Telekia speciosa) qui abonde dans le pays[1];
- du mot hongrois lápos (pré humide, marais)[2];
- du latin médiéval lapis (pierre, pierre tombale).

## Histoire
La première mention écrite du village date de 1293 sous le nom de Dragosfálva (Valea lui Dragoș), dans un document de la cour du roi André III de Hongrie qui confie la posade (vallée abritée et fortifiée, mais sans enceinte) à un certain Toma Denes, auparavant vassal des petchénègues (alors installés en Moldavie et Valachie). C'était un joupanat transylvain régi par le jus valachicum, orthodoxe et roumanophone (oláhszég, vlaška, vlašina...). Ces « valachies » sont plus savamment appelées « Romanies populaires » par les historiens modernes et leurs habitants, libres et non serfs, ont toujours farouchement défendu leurs droits et envoyé des combattants tant à la révolte de Bobâlna de 1437 qu'à la révolution transylvaine de 1784. D'ailleurs, les montagnes du pays de Lăpuș furent un des grands foyers de la résistance anti-fasciste des années 1940-1944 et anti-communiste des années 1949-1953. Par ailleurs Lăpuș a toujours eu le statut de lieu d'asile (sălaș ou descensus) et accueilli, par exemple, des rois de Hongrie, des princes de Transylvanie ou de Moldavie ayant perdu leurs trônes (la monarchie n'était pas héréditaire, mais élective dans ces pays dont les assemblées aristocratiques choisissaient les souverains).

## Démographie
En 1910, le village comptait 2 513 Roumains (88,9 % de la population), 236 Hongrois (8,4 %) et 63 Allemands (2,2 %).
En 1930, les autorités recensaient 2 756 Roumains (91,4 %), 88 Hongrois (2,9 %) ainsi qu'une communauté juive de 95 personnes (3,1 %) qui fut exterminée par les Nazis durant la Seconde Guerre mondiale.
En 2002, le village comptait 3 809 Roumains (99,5 %).
| 1880  | 1900  | 1910  | 1930  | 1956  | 1977  | 1992  | 2002  | 2007  |
| ----- | ----- | ----- | ----- | ----- | ----- | ----- | ----- | ----- |
| 2 624 | 2 796 | 2 826 | 3 016 | 3 332 | 3 919 | 3 876 | 3 828 | 3 899 |

## Économie
L'économie de la commune est basée sur l'agriculture (4 285 ha de terres agricoles) et sur l'exploitation des immenses forêts (4 121 ha).

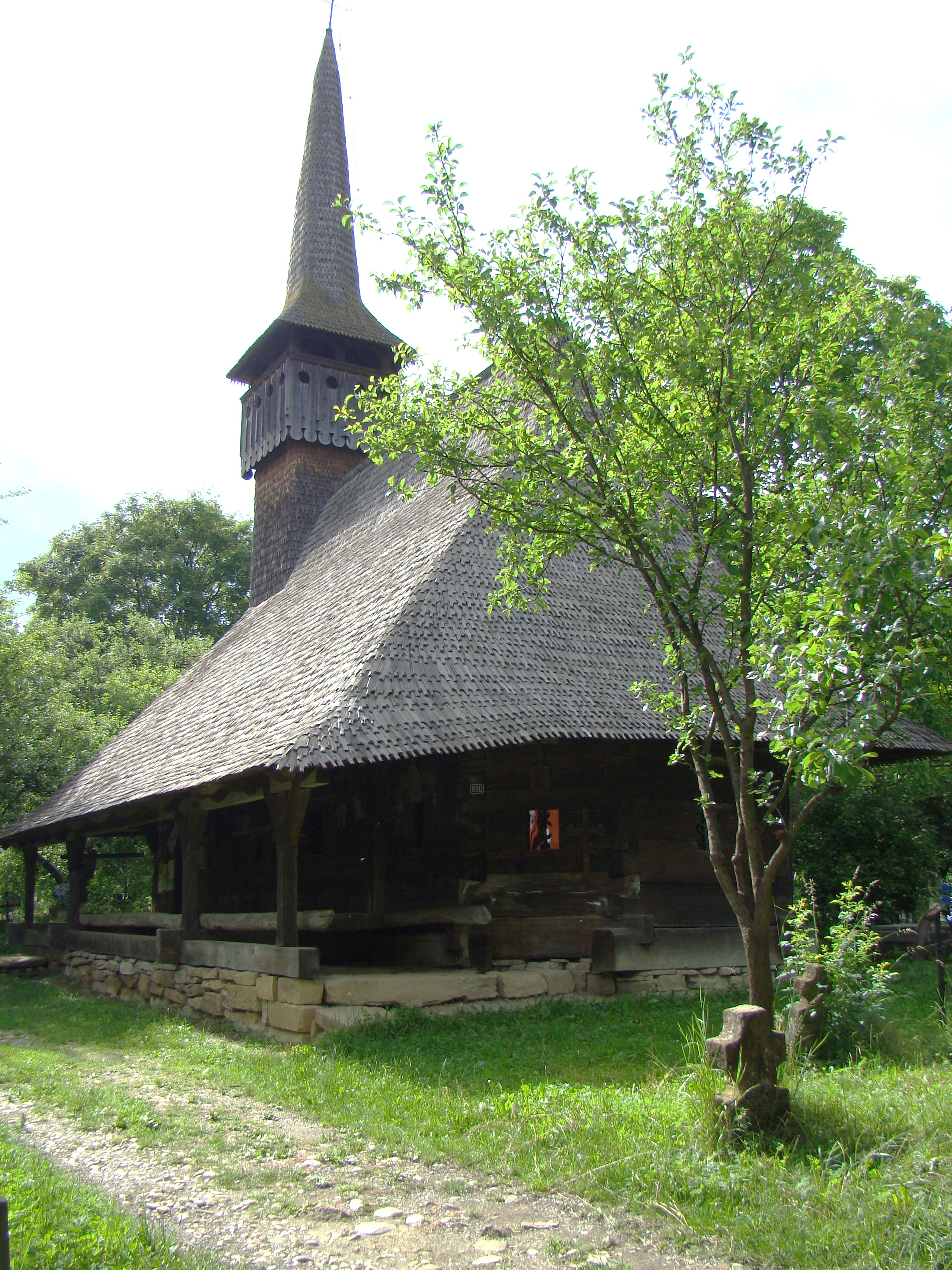
L'église en bois de la Dormition à Lăpus

## Lieux et monuments
- Église orthodoxe en bois "Adormirea Maicii Domnului" (de la Dormition), 1697, restaurée entre 2002 et 2004.

- Monastère orthodoxe "Nașterea Maicii Domnului" (de la Nativité) reconstruit entre 1994 et 1996 sur les ruines de l'ancien monastère détruit en 1764 par les armées du général autrichien Adolf von Buccow, lors des révoltes des populations roumaines.